# 우리기술
우리기술(우리技術)은 원자력발전소의 원전 감시제어시스템을 생산하는 코스닥 상장 기업이다. 1993년 창립되었으며, 코스닥에는 2000년 등록되었다.

## 원전 사업
1993년 서울대학교 공학대학 선후배가 모여 "제어계측 기술독립"을 목표로 창립한 우리기술은 지속적인 R&D 투자를 통해 원자력발전소의 핵심기술인 MMIS(원전 통합운전 시스템) 국산화에 성공하며 한국 원전산업을 이끌고  세계 원전 시장에 도전하고 있다. 2024년 산업통상자원부가 주관하는 혁신형소형모듈원자로(i-SMR) 기술개발사업에 참여한다

## 철도 사업
우리기술은 원전사업에서 획득한 제어계측 기술과 안전성, 신뢰성 기술을 바탕으로 IEC 안전무결성등급 SIL4(최고등급)를 획득한 PSD(Platform Screen Door, 지하철 스크린도어)를 국내는 물론 프랑스, 스페인, 카타르, 브라질 등 전세계에 공급하고 있습니다. 

## 해상 풍력사업
우리기술은 2020년 해상풍력 설치 전문기업인 (주)씨지오를 인수하고 압해도 발전사업권을 보유한 (주)압해풍력발전을 인수하면서 신재생에너지 사업을 적극적으로 추진하고 있습니다. 해상풍력발전 사업은 그린에너지 전문기업으로 사업범위를 확장하고 환경친화적 기업으로 성장하려는 우리기술의 비전입니다.

## 그린바이오 사업
우리기술은 2018년부터 스마트팜 실증센터를 구축하고 스마트팜 재배기술을 연구하였으며 2022년 100% 출자회사로 (주)우리스마트바이오를 창립하고 연천 그린바이오 산업단지에 대규모 그린바이오 공장 건설을 준비하고 있습니다. 우리기술은 이를 통해 스마트팜 재배시설 설계/제작, 스마트팜기반 식물재배, 식물기반 소재 공급 등의 사업을 통해 의약품 제조사업을 추진하고 있습니다.

## 방위 사업
우리기술은 정부정책과 국제적 이슈에 의해 사업기복이 심한 원전, 신재생에너지 등의 사업과 함께 안정적 매출확보를 위한 사업으로 2017년 창원에 위치한 방위산업체 KSC, KRC를 인수하고 전투차량 공조시스템, 런플랫타이어, 공대지 유도무기 탄두, 전차용 보조전원장치 등을 국내외에 공급하고 있습니다. 또한, 우리기술은 자사가 보유한 세계적 수준의 제어계측 기술을 무기체계에 적용하는 사업을 추진하고 있습니다.
1. ↑  권녕찬, 딜사이트, 우리기술, 100억 전환청구권 행사 주목…오버행 촉각, 2024.12.10
2. ↑  김양섭, 우리기술, 정부주도 SMR 개발 참여...AI發 전력수요 대응, 뉴스핌, 2024년 05월 22일